# Cinq Banis
Les Cinq Banis sont cinq prières qui doivent être récitées tous les matins par le croyant sikh. Cette pratique est très importante dans la vie quotidienne d'un Sikh. Les noms de ces cinq chants sont : Japji Sahib, Jaap Sahib, Tav-Prasad Savaiye, Chaupai et Anand Sahib. Certains ont été donnés par les gurus sikhs, d'autres sont issus de livres sacrés comme le Dasam Granth.
Il existe aussi deux prières qui doivent être récitées le soir.